# Rhodinicola
Rhodinicola is een geslacht van eenoogkreeftjes uit de familie van de Clausiidae. 
De wetenschappelijke naam van het geslacht is voor het eerst geldig gepubliceerd in 1878 door Levinsen.

## Soorten
- Rhodinicola elongata Levinsen, 1878
- Rhodinicola gibbosa Bresciani, 1964
- Rhodinicola laticauda Ho & Kim I.H., 2003
- Rhodinicola polydorae Björnberg & Radashevsky, 2011
- Rhodinicola rugosa (Giesbrecht, 1897)
- Rhodinicola similis Kim, Sikorski, O'Reilly & Boxshall, 2013
- Rhodinicola tenuis Kim, Sikorski, O'Reilly & Boxshall, 2013
- Rhodinicola thomassini Laubier, 1970